# Eleição municipal de Barretos em 2016
A eleição municipal de Barretos em 2016 aconteceu no dia 2 de outubro de 2016, a eleição reelegeu o prefeito Guilherme Ávila e mais 17 vereadores no município de Barretos, interior do Estado de São Paulo. Na campanha de 2016, Guilherme contou com o DR. Vagner Chiapetti para ser o seu novo vice. O prefeito foi reeleito com 47% dos votos, Graça Lemos, candidata da oposição ficou com 44,44% dos votos.

## Antecedentes
A eleição municipal de Barretos aconteceu no dia 7 de Outubro de 2012, a eleição elegeu o prefeito Guilherme Ávila pela primeira vez e mais 17 vereadores no município. Nessa eleição, o candidato do PSDB, foi eleito com 57,03% dos votos validos, sendo vitorioso logo no primeiro turno, concorreram com ele outros 6 candidatos, o candidato que mais se aproximou foi Mussa Calil, representante do Partido Trabalhista Brasileiro, com 23,31%.
A vice prefeita eleita na época foi Luciana Costa, a disputa para as 17 vagas na Câmara Municipal da cidade envolveu a participação de 191 candidatos. O candidato mais bem votado foi Olímpio Jorge Naben, que obteve 2.868 votos (4,58% dos votos).

## Eleitorado
Na eleição de 2012, estiveram aptos a votar 83.847 barretenses.
Foram apurados 67.303 votos dos quais 42.350 (62,92%) válidos. Os votos brancos somaram 2.162 (3,21%), e os votos nulos 22.791 (33,86%). As abstenções chegaram a 16.544 (19,73%).

## Candidatos
Foram quatro candidatos à prefeitura em 2016: Guilherme ávila do PSDB, Graça Lemos do PSB, J Faria do PHS e José Geraldo do PSOL.
| Candidato(a)    | Vice                 | Partido | Coligação |
| --------------- | -------------------- | ------- | --- |
| Guilherme Ávila | DR. Vagner Chiapetti | PSDB    | "JUNTOS, VEM QUE É CERTO" (PSDB / PMDB / PR / PSC / PRP / PT do B / PP / PTN / PSL / PROS / PRTB / PDT / PV / SD / PRB) |
| Graça Lemos     | Munir Daher          | PSB     | "BARRETOS MERECE MAIS" (PPS / DEM / PMB / PSB / PSD / PC do B / PTB / PT)                                               |
| J Faria         | Bruno Santos         | PHS     | "BARRETOS PRECISA ELE ADMINISTRA" (PHS / PEN / PTC / PSDC)                                                              |
| José Geraldo    | David Barbosa        | PSOL    | "PSOL" (PSOL) |

## Campanha
Guilherme Ávila foi o terceiro candidato a apresentar o seu plano de governo, Ávila deu um foco maior em 4 tópicos: Sáude, segurança publica, desemprego e meio ambiente.
Com relação à divida publica do município, Ávila disse que não é possível solucioná-la em apenas uma ou duas gestões, que levará um bom tempo para quita-la.
Em relação a saúde, prometeu vários investimentos, dando mais importância para os setores mais carentes. No setor da segurança publica, prometeu iluminar praças publicas e locais que não tenha iluminação necessária, destacou a criação da Ronda Municipal e que irá comprar mais veículos e contratar mais vigilantes para poder vigiar esses espaços e prometeu instalar 100 câmeras nos bairros.
Sobre o meio ambiente, reconheceu que Barretos possui pouca arborização e que foram criados vários programas para sanar isso e que diversos espaços públicos foram readequados e arborizados.
Sobre o desemprego, disse que o município está com o saldo positivo e enfatizou os cursos de qualificação implantados durante o seu governo, relatando que de cada 10 pessoas que os fizeram, sete já saíram empregadas porque eram direcionadas direto para as empresas.
Guilherme Ávila usou as taticas da velha campanha e acrescentou novas ideias para o seu novo governo, a prefeitura pretende dar uma atenção especial na segurança publica fazendo investimentos de patrulhas e aumentando a iluminação nas praças publicas para aumentar a segurança e consequentemente o conforto de seus moradores

## Resultados

### Prefeito
No dia 2 de outubro, Guilherme Ávila  foi reeleito com 47,09% dos votos válidos.
| Candidato(a)           | Vice                        | 1º Turno 2 de outubro de 2016 | 1º Turno 2 de outubro de 2016 |
| Candidato(a)           | Vice                        | Votação                       | Votação                       |
|                        |                             | Total                         | Porcentagem                   |
| ---------------------- | --------------------------- | ----------------------------- | ----------------------------- |
| Guilherme Ávila (PSDB) | DR. Vagner Chiapetti (PSDB) | 26.681                        | 47,09%                        |
| Graça Lemos (PSB)      | Munir Daher (PSB)           | 25.165                        | 44.41%                        |
| J Faria (PHS)          | Bruno Santos (PHS)          | 4.153                         | 7.33%                         |
| José Geraldo (PSOL)    | David Barbosa (PSOL)        | 665                           | 1.17%                         |

### Vereadores
Nas eleições de 2016, a cidade de Barretos elegeu 17 vereadores para fazerem parte da Câmera Municipal de sua cidade, foram 85.823 eleitores dos quais 75,22% eram votantes e 24,78% ficaram ausentes na eleição, o partido que mais elegeu vereador na cidade foi o PSDB com 21,09% do total ou sendo mais preciso com 4 vereadores eleitos,os candidatos eleitos foram:Betim da Comunidade, Raphael Dutra, Dr. Almir Neves e João Roberto Mulata; em segundo lugar ficou o partido PSB, partido da Graça Lemos, candidata que ficou em segundo lugar, representando 8,56% dos vereadores, apenas um candidato foi eleito: Paula Lemos.
| Resultado da eleição para a Câmara Municipal de Barretos em 2016 por candidato | Resultado da eleição para a Câmara Municipal de Barretos em 2016 por candidato | Resultado da eleição para a Câmara Municipal de Barretos em 2016 por candidato | Resultado da eleição para a Câmara Municipal de Barretos em 2016 por candidato | Resultado da eleição para a Câmara Municipal de Barretos em 2016 por candidato | Resultado da eleição para a Câmara Municipal de Barretos em 2016 por candidato |
| Candidato                                                                      | Número                                                                         | Partido                                                                        | Votos                                                                          | Porcentagem                                                                    |                                                                                |
| ------------------------------------------------------------------------------ | ------------------------------------------------------------------------------ | ------------------------------------------------------------------------------ | ------------------------------------------------------------------------------ | ------------------------------------------------------------------------------ | ------------------------------------------------------------------------------ |
| Paula Lemos                                                                    | 40123                                                                          | PSB                                                                            | 1.870                                                                          | 3,20%                                                                          |                                                                                |
| Betim da Comunidade                                                            | 45645                                                                          | PSDB                                                                           | 1.846                                                                          | 3,16%                                                                          |                                                                                |
| Leandro Anastacio                                                              | 77777                                                                          | SD                                                                             | 1.706                                                                          | 2,92%                                                                          |                                                                                |
| Euripinho                                                                      | 12620                                                                          | PDT                                                                            | 1.533                                                                          | 2,62%                                                                          |                                                                                |
| Dr. Raphael Oliveira                                                           | 44000                                                                          | PRP                                                                            | 1.340                                                                          | 2,29%                                                                          |                                                                                |
| Raphael Dutra                                                                  | 45145                                                                          | PSDB                                                                           | 1.300                                                                          | 2,22%                                                                          |                                                                                |
| Dr.Almir Neves                                                                 | 45678                                                                          | PSDB                                                                           | 1.281                                                                          | 2,19%                                                                          |                                                                                |
| Lilico                                                                         | 15611                                                                          | PMDB                                                                           | 1.157                                                                          | 1,98%                                                                          |                                                                                |
| Cido Cipriano                                                                  | 11900                                                                          | PP                                                                             | 1.131                                                                          | 1,94%                                                                          |                                                                                |
| Carlão do Basquete                                                             | 90123                                                                          | Pros                                                                           | 1.006                                                                          | 1,72%                                                                          |                                                                                |
| Elson Santos                                                                   | 10123                                                                          | PRB                                                                            | 937                                                                            | 1,60%                                                                          |                                                                                |
| Paulo Correa                                                                   | 22123                                                                          | PR                                                                             | 932                                                                            | 1,60%                                                                          |                                                                                |
| Lupa                                                                           | 25021                                                                          | DEM                                                                            | 924                                                                            | 1,58%                                                                          |                                                                                |
| João Roberto Mulata                                                            | 45051                                                                          | PMDB                                                                           | 921                                                                            | 1,58%                                                                          |                                                                                |
| Dr. Otávio Alves                                                               | 25601                                                                          | DEM                                                                            | 862                                                                            | 1,48%                                                                          |                                                                                |
| Luiz Umberto                                                                   | 14777                                                                          | PTB                                                                            | 820                                                                            | 1,40%                                                                          |                                                                                |
| Fabricio Lemos                                                                 | 17007                                                                          | PSL                                                                            | 701                                                                            | 1,20%                                                                          |                                                                                |

## Análises

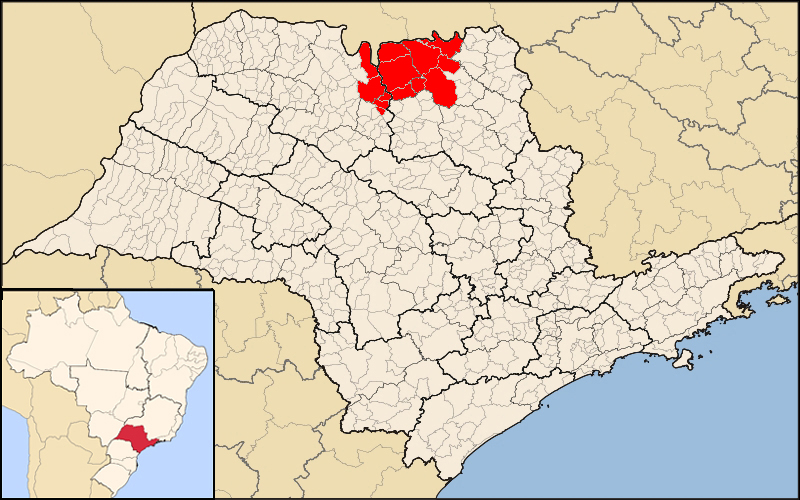
Localização da cidade de Barretos em relação ao Brasil/ SP

Guilherme Ávila (PSDB) foi eleito prefeito de Barretos, SP, com 26.681, contra o segundo colocado, a candidata Graça Lemos (PSB) que  obteve 25.165 votos.
Guilherme Ávila foi o prefeito mais jovem eleito da história de Barretos. Em 2012, aos 33 anos, teve como responsabilidade a administração da cidade com 110 mil habitantes.
Hoje com 38 anos e mais experiente, o prefeito reeleito tentará cumprir suas promessas do primeiro mandato e tentará eixar o cargo com uma taxa elevada de aceitação popular.
Suas promessas durante a eleição de 2016 são basicamente melhorar o que já foi feito na campanha passada, ajustes precisos e pontuais serão feitos e entregues de forma imediata para a população, dará um olhar especial para a segurança publica deixando a vida dos moradores mais tranquila e segura, continuara com o seu curso de qualificações, fazendo que as pessoas realizem o sonho de ter um emprego.
Guilherme Ávila não poderá concorrer a próxima eleição, portanto fará de tudo para deixar o cargo com excito e deixar a imagem do seu partido com ótimos olhos para as futuras eleições.
Em relação aos vereadores eleitos, o partido que mais obteve representantes na Câmara foi o PSDB, não é pra menos, pois é o partido que possui o atual prefeito da cidade, Graça Lemos ficou em segundo lugar, numa eleição considerada apertada, apenas 3% dos votos separaram os dois candidatos, o Partido Socialista Brasileiro conseguiu eleger um candidato para vereador.